# 3-as busz (Dunaharaszti)
A Dunaharaszti 3-as busz az nagyrészt az 1-es busz útvonalával megegyező útvonalon közlekedik, de a Szent László utca után tesz egy kört a Bezerédi lakóparkban, majd a Kodály Zoltán utca megállónál visszatér az 1-es busz útvonalára. A járat a HÉV állomás és a TESCO áruház között közlekedik. A járatot a Ventona-Trans Kft. üzemelteti.

## Története
2003. január 1-jétől autóbusz-járat indult 2-es jelzéssel a HÉV állomástól a Bezerédi lakópark érintésével a Knézich utcai végállomásig.
A Weekendbus Zrt. üzemeltetése alatt a 3-as busz a Dunaharaszti-külső HÉV állomás - Fő út - Dózsa György út - Móricz Zsigmond utca - Temető utca - Bezerédi utca - Somogyvári Gyula utca - Munkácsy Mihály utca - Némedi út - 51-es főút - TESCO áruház útvonalon közlekedtek. Ezt az útvonalat 2013. január 1-jén az új üzemeltető, a Ventona-Trans Kft. módosította a jelenlegi útvonalára. Az új útvonal továbbra is érinti a Bezerédi lakóparkot, de a busz nem a Temető utca felől közelíti meg, hanem a Némedi út felől.
2011. szeptember 1-jétől a városi helyi buszok számjelzéseit átszámozták, így ez a járat a 3-as jelzést kapta.
2013. január 1-jétől a TESCO áruházig közlekedő járatok nem az 51-es útra kanyarodva, hátulról közelítik meg az áruházat, hanem a Némedi úton, az 51-es főúton keresztül haladva.
2023. február 11-én átadták a Bezerédi sportparkot, amely előtt felújították a buszmegállót is.

## Információk
A megállókban kihelyezett menetrendeken az indulási időpont előtt B betűvel jelzett járat 3-as jelzéssel közlekedik. Például B15:32.
A járat a TESCO áruház és a HÉV állomás felől is közlekedik, de délutánonként visszafelé 1-es jelzéssel közlekedik, nem érintve a Bezerédi lakóparkot.

A 3-as és a 4-es viszonylat érinti a 2023. február 11-én átadott Bezerédi sportparkot.

## Útvonala
| TESCO áruház felé |  |
| --- |  |
| Dunaharaszti-külső HÉV állomás – Fő út – Dózsa György út – Baktay Ervin tér – Dunaharaszti vasútállomás – Némedi út – Szent László utca – Árok utca – Kós Károly utca – Szent István utca – Munkácsy Mihály utca – Némedi út – TESCO áruház |  |
| Dunaharaszti-külső HÉV állomás felé |  |
| TESCO áruház – Némedi út – Munkácsy Mihály utca – Szent István utca – Kós Károly utca – Árok utca – Szent László utca – Némedi út – Dunaharaszti vasútállomás – Dózsa György út – Fő út – Dunaharaszti-külső HÉV állomás                    |  |

## Megállói
Az átszállási kapcsolatok között az azonos járat is fel van tüntetve.
| 0  | Dunaharaszti, HÉV állomás végállomás     | 11 | 1110 650, 653, 654, 655, 659, 660, 679 1, 1Y, 2, 3, 4, 14, 20            |
| 2  | Dózsa György út                          | 9  | 659, 679 1, 1Y, 3, 4, 20                                                 |
| 3  | Baktay Ervin tér                         | 7  | 659, 679 1, 1Y, 3, 4, 20                                                 |
| 4  | Dunaharaszti vasútállomás                | 6  | Budapest–Kunszentmiklós-Tass–Kelebia-vasútvonal 659, 679 1, 1Y, 3, 4, 20 |
| 5  | Szent László utca                        | 5  | 659, 679 1, 1Y, 3, 4                                                     |
| 6  | Haraszthy Ferenc utca                    | ∫  | 2, 3, 4                                                                  |
| 7  | Munkácsy Mihály utca                     | ∫  | 2, 3, 4                                                                  |
| 8  | Bezerédi sportpark                       | ∫  | 2, 3, 4                                                                  |
| 9  | Kós Károly utca                          | ∫  | 2, 3, 4                                                                  |
| 10 | Andrássy Gyula utca                      | ∫  | 2, 3, 4                                                                  |
| 11 | Kodály Zoltán utca                       | 4  | 659, 679 1, 1Y, 3, 4                                                     |
| 12 | Knézich Károly utca                      | 2  | 659, 679 1, 1Y, 3, 4                                                     |
| ∫  | Piramis áruház (csak a HÉV állomás felé) | 1  | 659, 679 1, 1Y, 3                                                        |
| 14 | TESCO áruház végállomás                  | 0  | 1110, 1111, 1113, 1115 632, 633, 656, 657, 659 1, 1Y, 2, 3               |